# Laura Anne Gilman
 Laura Anne Gilman (New Jersey, 1967 –) amerikai sci-fi- és fantasyszerző.

## Élete
A Skidmore College-be járt Saratoga Springs-ben. Utána, egy kiadónál szerkesztői asszisztensként kezdett dolgozni New York-ban. Jelenleg is New Yorkban él.

## Munkássága
1994-ben adták ki első művét (Amazing Stories). Első regénye a Staying Dead, a Cosa Nostradamus univerzumban játszódik.
Több tv-sorozathoz is írt forgatókönyvet (Quantum Leap, Buffy, Poltergeist)

### Regényei

#### Szériák

##### Cosa Nostradamus
Retrievers
1. Staying Dead (2004)
2. Curse the Dark (2005)
3. Bring It on (2006)
4. Burning Bridges (2007)
5. Free Fall  (2008)
6. Blood from Stone  (2009)

Paranormal Scene Investigations
1. Hard Magic (2010)

##### Grail Quest
1. The Camelot Spell, (2006)
2. Morgain's Revenge, (2006)
3. The Shadow Companion, (2006)

##### The Vineart War
1. Flesh and Fire  (2009)

## Fordítás
- Ez a szócikk részben vagy egészben  a   Laura Anne Gilman című angol Wikipédia-szócikk fordításán alapul.  Az eredeti cikk szerkesztőit annak laptörténete sorolja fel. Ez a jelzés csupán a megfogalmazás eredetét és a szerzői jogokat jelzi, nem szolgál a cikkben szereplő információk forrásmegjelöléseként.